# Čierny potok (dopływ Harmanca)
Čierny potok – potok będący prawym dopływem potoku Harmanec na Słowacji. Jego zlewnia znajduje się w Górach Kremnickich. Wypływa na wysokości około 940 m na wschodnich stokach Svrčinníka (1313 m). Spływa w kierunku północno-wschodnim, a potem wschodnim, na wysokości około 730 m przyjmując prawoboczny dopływ spod Štefanki (1010 m). Tu zmienia kierunek na północny, w Horným Harmancu przepływa pod drogą krajową nr 14 i na wysokości około 580 m uchodzi do potoku Harmanec. 
Čierny potok ma długość 3,5 km. Od Hornego Harmanca wzdłuż dolnej części jego biegu po ujście prawobrzeżnego dopływu i dalej wzdłuż tego dopływu prowadzi droga leśna. 